# Powiat legnicki
Powiat legnicki är ett politiskt och administrativt distrikt (powiat) i sydvästra Polen, tillhörande Nedre Schlesiens vojvodskap. Befolkningen uppgick till 54 744 invånare i december 2012. Distriktets administration har sitt säte i staden Legnica, som i egenskap av självständigt stadsdistrikt med powiatstatus dock inte ingår i Powiat legnicki. Största stad i distriktet är Chojnów.

## Kommunindelning
Distriktet indelas i åtta kommuner:
Stadskommun
- Chojnóws stad

Stads- och landskommun
- Prochowice

Landskommuner
- Gmina Chojnów, Chojnóws landskommun
- Krotoszyce
- Kunice
- Legnickie Pole
- Miłkowice
- Ruja